# Casa del Popolo
La Casa Del Popolo (en italien : la Maison du Peuple) est un café végétarien et salle de spectacle situé au 4873, boul. St-Laurent, dans l'arrondissement Le Plateau-Mont-Royal à Montréal.

## Création
En septembre 2000, Mauro Pezzente, du groupe Godspeed You! Black Emperor, ouvre La Casa Del Popolo. Le lieu a alors deux salles : un restaurant et une salle de spectacle.
Reconnu pour son importance sur la scène de musique indépendante et émergente montréalaise, Fodor's l'a décrite comme un des meilleurs endroits à Montréal pour le rock indépendant, alors que Frommer's l'a comparé à l'ancien CBGB de New York.
En mars 2020, en raison de la pandémie de Covid-19, la salle de spectacle ferme pour deux ans. Elle reprend les spectacles en 2022. 

## Autres lieux connexes
Les propriétaires administrent d'autres établissements sous le groupe Suoni Per Il Popolo, notamment La Sala Rossa et La Sotterenea, tous deux situés au 4848 boulevard St-Laurent.   
La Vitrola, situé au 4602 Boulevard St-Laurent, ferme ses portes en 2020 après six ans d'exploitation.  